# Liste der Kardinalskreierungen Innozenz’ X.

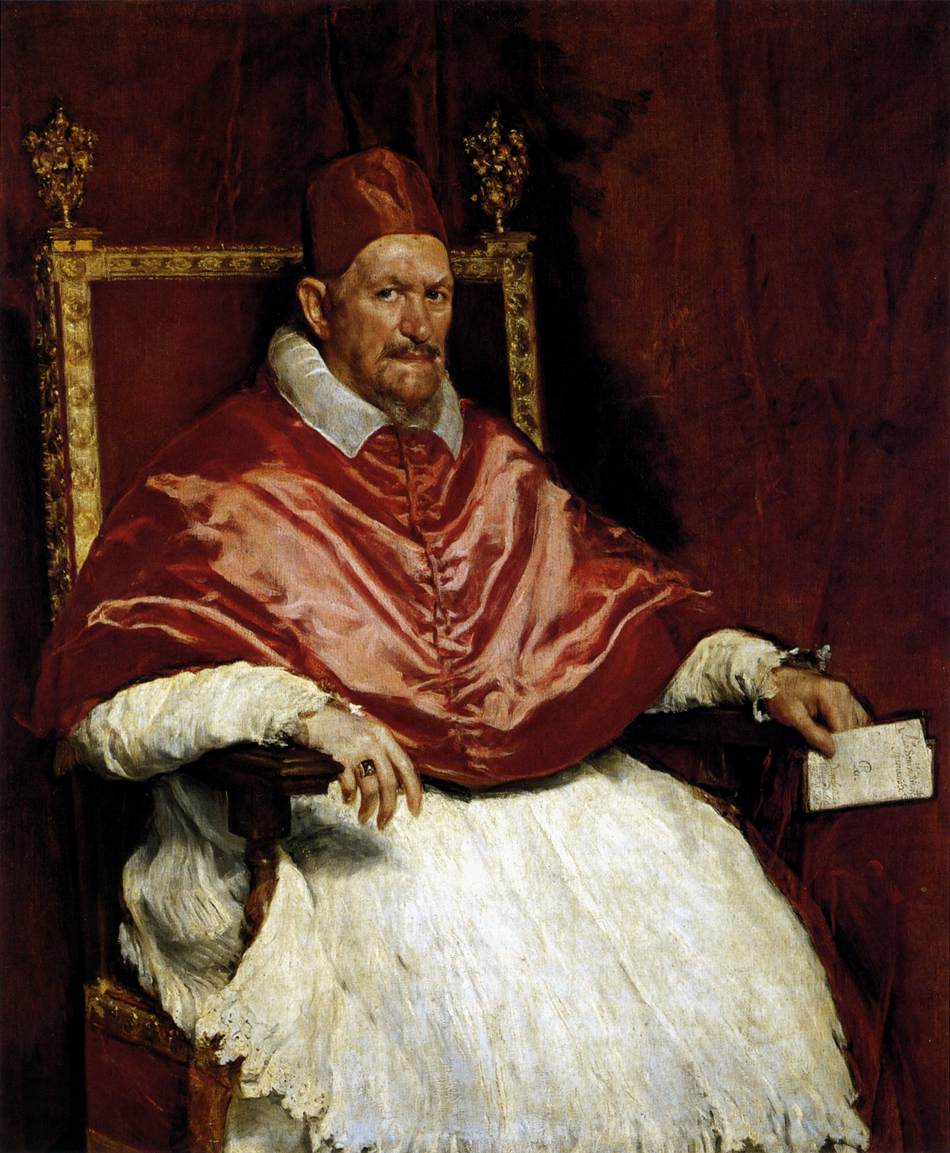
Innozenz X.

Papst Innozenz X. (1644–1655) kreierte in seinem Pontifikat 40 Kardinäle.

## 14. November 1644
- Camillo Francesco Maria Pamphilj
- Giancarlo de’ Medici
- Domenico Cecchini
- Francesco Maria Farnese

## 6. März 1645
- Niccolò Albergati Ludovisi
- Tiberio Cenci
- Pier Luigi Carafa
- Orazio Giustiniani CO
- Federico Sforza
- Alderano Cibo
- Benedetto Odescalchi (später Papst Innozenz XI.)

## 28. Mai 1646
- Jan Kazimierz Wazy SJ

## 7. Oktober 1647
- Fabrizio Savelli
- Michel Mazarin OP
- Francesco Cherubini
- Cristoforo Vidman
- Lorenzo Raggi
- Francesco Maidalchini
- Antonio de Aragón-Córdoba-Cardona y Fernández de Córdoba

## 19. November 1650
- Camillo Astalli-Pamphili

## 19. Februar 1652
- Jean-François-Paul de Gondi de Retz
- Domingo Pimentel Zúñiga OP
- Fabio Chigi (später Papst Alexander VII.)
- Giovanni Girolamo Lomellini
- Luigi Alessandro Omodei
- Pietro Ottoboni (später Papst Alexander VIII.)
- Giacomo Corradi
- Marcello Santacroce
- Baccio Aldobrandini
- Friedrich von Hessen-Darmstadt O.S.Io.Hieros.
- Lorenzo Imperiali
- Giberto III. Borromeo

## 23. Juni 1653
- Carlo Barberini

## 2. März 1654
- Giovanni Battista Spada
- Prospero Caffarelli
- Francesco Albizzi
- Ottavio Acquaviva d’Aragona
- Carlo Pio di Savoia
- Carlo Gualterio
- Decio Azzolini